# Hednesford Town FC
Hednesford Town FC (celým názvem: Hednesford Town Football Club) je anglický fotbalový klub, který sídlí ve městě Hednesford v nemetropolitním hrabství Staffordshire. Založen byl v roce 1880. Od sezóny 2016/17 hraje v Northern Premier League Premier Division (7. nejvyšší soutěž). Klubové barvy jsou černá a bílá.
Své domácí zápasy odehrává na stadionu Keys Park s kapacitou 6 039 diváků.

## Historické názvy
Zdroj: 
- 1880 – Hednesford Town FC (Hednesford Town Football Club)
- 1938 – Hednesford FC (Hednesford Football Club)
- 1974 – Hednesford Town FC (Hednesford Town Football Club)

## Získané trofeje
- FA Trophy ( 1× )
  - 2003/04
- Staffordshire Senior Cup ( 4× )
  - 1897/98, 1969/70, 1973/74, 2012/13
- Birmingham Senior Cup ( 3× )
  - 1935/36, 2008/09, 2012/13

## Úspěchy v domácích pohárech
Zdroj: 
- FA Cup
  - 4. kolo: 1996/97
- Welsh Cup
  - Finále: 1991/92
- FA Trophy
  - Vítěz: 2003/04

## Umístění v jednotlivých sezonách
Stručný přehled
Zdroj: 
- 1889–1891: Birmingham & District League
- 1919–1942: Birmingham & District League
- 1945–1953: Birmingham Combination
- 1953–1954: Birmingham & District League
- 1954–1955: Birmingham & District League (Northern Section)
- 1955–1960: Birmingham & District League (Division Two)
- 1960–1962: Birmingham & District League
- 1962–1965: West Midlands Regional League
- 1965–1972: West Midlands Regional League (Premier Division)
- 1972–1974: Midland Football League
- 1974–1984: West Midlands Regional League (Premier Division)
- 1984–1992: Southern Football League (Midland Division)
- 1992–1995: Southern Football League (Premier Division)
- 1995–2001: Conference National
- 2001–2005: Southern Football League (Premier Division)
- 2005–2006: Conference North
- 2006–2009: Northern Premier League (Premier Division)
- 2009–2011: Southern Football League (Premier Division)
- 2011–2013: Northern Premier League (Premier Division)
- 2013–2015: Conference North
- 2015–2016: National League North
- 2016– : Northern Premier League (Premier Division)

Jednotlivé ročníky
Zdroj: 
Legenda: Z – zápasy, V – výhry, R – remízy, P – porážky, VG – vstřelené góly, OG – obdržené góly, +/− – rozdíl skóre, B – body, červené podbarvení – sestup, zelené podbarvení – postup, fialové podbarvení – reorganizace, změna skupiny či soutěže
| Sezóny  | Liga                                        | Úroveň | Z  | V  | R  | P  | VG | OG | +/− | B  | Pozice |
| ------- | ------------------------------------------- | ------ | -- | -- | -- | -- | -- | -- | --- | -- | ------ |
| 2009/10 | Southern Football League (Premier Division) | 7      | 42 | 20 | 13 | 9  | 79 | 51 | +28 | 73 | 4.     |
| 2010/11 | Southern Football League (Premier Division) | 7      | 40 | 26 | 5  | 9  | 82 | 38 | +44 | 83 | 2.     |
| 2011/12 | Northern Premier League (Premier Division)  | 7      | 42 | 21 | 10 | 11 | 67 | 49 | +18 | 73 | 5.     |
| 2012/13 | Northern Premier League (Premier Division)  | 7      | 42 | 28 | 9  | 5  | 91 | 47 | +44 | 93 | 2.     |
| 2013/14 | Conference North                            | 6      | 42 | 24 | 6  | 12 | 87 | 65 | +22 | 78 | 4.     |
| 2014/15 | Conference North                            | 6      | 42 | 17 | 10 | 15 | 63 | 50 | +13 | 61 | 8.     |
| 2015/16 | National League North                       | 6      | 42 | 8  | 14 | 20 | 50 | 77 | -27 | 38 | 21.    |
| 2016/17 | Northern Premier League (Premier Division)  | 7      | 46 | 18 | 7  | 21 | 68 | 65 | +3  | 61 | 15.    |
| 2017/18 | Northern Premier League (Premier Division)  | 7      | 46 | 15 | 12 | 19 | 60 | 79 | -19 | 57 | 17.    |
| 2018/19 | Northern Premier League (Premier Division)  | 7      | 40 | 13 | 9  | 18 | 51 | 63 | -12 | 48 | 13.    |